# 宮下宗一郎
宮下 宗一郎（みやした そういちろう、1979年（昭和54年）5月13日 - ）は、日本の政治家、国土交通官僚。青森県知事（公選第22代）、青森県むつ市長（3期）。無所属。
父親は元むつ市長の宮下順一郎。

## 来歴
青森県むつ市生まれ。むつ市立大湊小学校、むつ市立田名部中学校、 青森県立青森高等学校、 東北大学法学部卒業。在学中に国家公務員I種試験（法律職）に合格。
大学卒業後、2003年4月 国土交通省入省。国土計画局、道路局、東北地方整備局用地企画課、都市・地域整備局、土地・建設産業局等の旧建設省畑を歩み、主に法案・予算案の企画・立案を担当。2009年 国土交通省都市局まちづくり推進課課長補佐。2011年 国土交通省土地・建設産業局建設業課課長補佐。2012年6月からは外務省へ出向。在ニューヨーク日本国総領事館において政務部・経済部領事。

### むつ市長
2014年（平成26年）5月19日、実父でむつ市長の宮下順一郎がクモ膜下出血のため死去。帰郷し市長選挙への出馬を決意。同年6月29日執行の市長選挙に立候補。過去最高となる21,844票を獲得し初当選した。2018年・2022年の市長選挙にそれぞれ無投票で当選。
2023年（令和5年）1月6日、市定例記者会見において同年執行予定の青森県知事選挙に立候補する意向を明らかにした。3月3日、市議会で2023年度市一般会計当初予算案が可決された後、市議会議長に退職願を提出し、議会で同意された。

### 青森県知事
2023年（令和5年）6月4日投開票の青森県知事選挙で、前青森市長の小野寺晃彦ら新人3人を破り初当選を果たした。
※当日有権者数：1,044,657人 最終投票率：57.05%（前回比：+16.97pts）
| 候補者名   | 年齢 | 所属党派 | 新旧別 | 得票数    | 得票率 | 推薦・支持                 |
| ---------- | ---- | -------- | ------ | --------- | ------ | -------------------------- |
| 宮下宗一郎 | 44   | 無所属   | 新     | 404,358票 | 68.10% |                            |
| 小野寺晃彦 | 47   | 無所属   | 新     | 174,155票 | 29.33% |                            |
| 横垣成年   | 63   | 無所属   | 新     | 10,516票  | 1.77%  | 日本共産党・社会民主党推薦 |
| 楠田謙信   | 66   | 無所属   | 新     | 4,769票   | 0.80%  |                            |

## 市政
- 2020年（令和2年）5月1日、新型コロナウイルス対策の財源に充てるため、自身の6月期末手当を全額カットすると発表した。市長以外の特別職は対象外とする[12]。

## 発言

### 新型コロナウイルス
- 2020年（令和2年）7月13日、記者会見にて、日本在住者の国内を対象とする日本政府による経済対策「Go To キャンペーン」を新型コロナウイルスの感染拡大につながるとして批判した。「今までは天災と言っていられたが、人災というふうになります」と発言し[13]、海外メディアでも報道された[14]。